# 高梁市立巨瀬小学校
高梁市立巨瀬小学校（たかはししりつこせしょうがっこう）は岡山県高梁市巨瀬町（こせちょう）にある公立小学校。

## 概要
2003年に現在の校舎に建て替えられた。

## 学区
高梁市巨瀬町内が学区になる。